# 華王錦武志
華王錦 武志（かおうにしき たけし、1978年9月14日 - ）は、秋田県仙北郡美郷町（旧同郡仙南村）金沢出身で東関部屋に所属した元大相撲力士。本名は村田 武志（むらた たけし）。179cm、163kg。血液型はA型。星座は乙女座。得意技は突き・押し。最高位は西十両6枚目（2011年7月場所）。

## 来歴
仙南中学校（現・美郷中学校）時代に相撲部に入部し、1993年（平成5年）の全国都道府県中学生相撲選手権大会、全国中学校相撲選手権大会では団体ベスト8、個人でもベスト8に入っている。秋田県立大曲農業高等学校時代には国体にも出場している。東洋大学に進学し、大学4年次には主将として全国学生選手権（インカレ）団体優勝を果たした。この大会の決勝では垣添率いる日本体育大学を破った。後に当時のこの大会の様子を「団体戦はみんなで盛り上がって楽しむという雰囲気があります。自分の時は4年が1人で、大丈夫だから俺のところまで持って来いと言ったら、準決勝とか決勝は本当に大将まで回ってきました（笑）」と述懐している。
大学3年生の頃までは大相撲入りを決断し切れずにいたが、東洋大卒業後の2001年5月場所において部屋で初土俵を踏み、翌年7月場所にいきなり序ノ口優勝を果たす。その後も順調に出世し、わずか1年余りで幕下に昇進した。2004年7月場所では自己最高位の東幕下14枚目に番付を上げたものの1勝6敗と負け越し、それ以降は休場の影響から三段目への陥落もあったものの主に幕下中位から下位に定着していた。
2011年5月技量審査場所で西幕下3枚目の位置で5勝2敗と勝ち越しを決め、翌7月場所において新十両へ昇進した。東関部屋からは6人目の関取。32歳9ヶ月での新十両は戦後3位となる年長昇進記録で、学生相撲出身では戦後最年長での新十両記録、初土俵から所要60場所での新十両も学生相撲出身力士では史上1位のスロー出世記録となった。秋田県出身の新関取も2003年3月場所の豪風以来丸8年ぶりであった。通常、西十両6枚目へは西幕下3枚目での5勝2敗で上がれる地位ではなく、大相撲八百長問題での大量引退を受けての事であった。結果的に、大相撲八百長問題の影響で得たこの地位が最高位となっている。その7月場所は6勝9敗と負け越し、翌9月場所では右膝半月板損傷のために6日目から休場し、8日目には再出場したものの、9日目の武州山との取組で負傷を悪化させて10日目から再び休場した。
その後幕下上位で相撲を取り続けていたが、2013年1月場所を最後に部屋の関取である高見盛が引退し、入門以来初の部屋頭の地位に就くことになる。しかしこれ以降は番付を落としていき、2016年1月場所では三段目に陥落した。40歳が迫ってからは幕下と三段目の往復が続いており、2015年9月場所を最後に幕下では勝ち越せていないうえに、2018年1月場所以降は幕下に復帰も出来ていない。2020年11月場所では序二段に陥落した。
2021年3月12日の日本相撲協会の理事会で東関部屋の4月1日付での閉鎖が承認されたことなどを理由に、同年3月場所限りで現役を引退した。同場所では腰痛で最初の相撲で不戦敗となり、以降6番目まで休場していたが、13日目の7番相撲で土俵に復帰し、北勝旺を相手に逆とったりで勝利した。引退については場所前にヘルニアを悪化させたことと、「思い入れのある部屋がなくなる。これからのことを考えると、今が潮時かなと思った」と語っている。現役最後の1番は「東関部屋所属として現役を終えたい」という思いから、志願して出場したものであった。取組後、1歳年下で同郷の押尾川に「先輩、お疲れさまでした」と花道で声を掛けられたという。若者頭として申請を出していたが、欠員が無かったため叶わなかった。
断髪式は、東関部屋跡に二子山部屋が入居したこともあり、2018年1月まで東関部屋が使用していた建物で5月30日に行われた。当初は稽古場で行われる予定だったものの、新型コロナウイルス感染症の感染対策として、130人の出席者を3回入れ替えて大部屋で実施された。また、式典の最中は窓が全開にされ、はさみを持つ前と、はさみを入れ終わった後に消毒が義務づけられた。最後は入門時の師匠だった渡辺大五郎（元関脇・高見山、12代東関）の止め鋏で大銀杏に別れを告げ、断髪後はアマチュア相撲の指導者を目指す意向を示した。
2022年7月場所より、16代田子ノ浦（元幕内・隆の鶴）に勧誘されたため、一門の枠を超えて田子ノ浦部屋のコーチに本名名義で就任する。

## エピソード
- トレードマークのもみあげは、入門時の師匠の東関（元高見山）に「もっと生やせ！」と言われて生やしていた[10]。
- 十両に昇進した際、兄弟子であり先に関取に昇進した高見盛から「よくやったな。もうおごらない」という言い回しで労われた[10]。
- 新十両昇進会見は祖母の86歳の誕生日でもあり、祖母への誕生日プレゼントとして悲願の関取を果たした当の華王錦本人は32歳でありながら年甲斐も無く「自分はおばあちゃんっ子」と話した様子が話題になった[11]。

## 主な成績
- 通算成績：403勝383敗49休（118場所）
- 十両成績：8勝16敗6休（2場所）

### 場所別成績
| | 一月場所 初場所（東京） | 三月場所 春場所（大阪）   | 五月場所 夏場所（東京） | 七月場所 名古屋場所（愛知） | 九月場所 秋場所（東京） | 十一月場所 九州場所（福岡） |
| --- | ----------------------- | ------------------------- | ----------------------- | --------------------------- | ----------------------- | --------------------------- |
| 2001年 （平成13年） | x                       | x                         | （前相撲）              | 西序ノ口43枚目 優勝 7–0     | 西序二段30枚目 6–1      | 西三段目64枚目 6–1          |
| 2002年 （平成14年） | 東三段目11枚目 1–4–2    | 西三段目44枚目 休場 0–0–7 | 西三段目44枚目 5–2      | 東三段目19枚目 4–3          | 西三段目7枚目 4–3       | 西幕下55枚目 5–2            |
| 2003年 （平成15年） | 西幕下36枚目 0–7        | 西三段目11枚目 休場 0–0–7 | 西三段目11枚目 4–3      | 東幕下60枚目 5–2            | 東幕下36枚目 2–5        | 東幕下55枚目 5–2            |
| 2004年 （平成16年） | 東幕下32枚目 4–3        | 西幕下23枚目 5–2          | 東幕下14枚目 1–6        | 東幕下32枚目 5–2            | 西幕下19枚目 1–6        | 西幕下42枚目 5–2            |
| 2005年 （平成17年） | 西幕下28枚目 5–2        | 西幕下16枚目 3–4          | 西幕下23枚目 3–4        | 西幕下29枚目 4–3            | 西幕下22枚目 3–4        | 東幕下29枚目 2–3–2          |
| 2006年 （平成18年） | 西幕下44枚目 休場 0–0–7 | 西三段目24枚目 休場 0–0–7 | 東三段目85枚目 6–1      | 西三段目27枚目 6–1          | 西幕下46枚目 6–1        | 東幕下20枚目 2–5            |
| 2007年 （平成19年） | 東幕下37枚目 4–3        | 西幕下28枚目 2–5          | 東幕下48枚目 5–2        | 東幕下33枚目 4–3            | 西幕下25枚目 6–1        | 東幕下9枚目 4–3             |
| 2008年 （平成20年） | 東幕下6枚目 2–5         | 西幕下16枚目 4–3          | 西幕下10枚目 4–3        | 東幕下8枚目 3–4             | 東幕下15枚目 5–2        | 西幕下5枚目 3–4             |
| 2009年 （平成21年） | 東幕下11枚目 5–2        | 東幕下6枚目 3–4           | 西幕下10枚目 3–4        | 西幕下14枚目 6–1            | 西幕下3枚目 3–4         | 西幕下8枚目 2–5             |
| 2010年 （平成22年） | 東幕下19枚目 2–5        | 東幕下35枚目 5–2          | 西幕下22枚目 4–3        | 東幕下19枚目 4–3            | 東幕下12枚目 3–4        | 東幕下17枚目 5–2            |
| 2011年 （平成23年） | 西幕下8枚目 5–2         | 八百長問題 により中止     | 西幕下3枚目 5–2         | 西十両6枚目 6–9             | 西十両9枚目 2–7–6       | 西幕下4枚目 1–6             |
| 2012年 （平成24年） | 東幕下14枚目 4–3        | 東幕下9枚目 1–6           | 東幕下31枚目 6–1        | 西幕下9枚目 4–3             | 西幕下7枚目 3–4         | 東幕下13枚目 4–3            |
| 2013年 （平成25年） | 西幕下9枚目 3–4         | 西幕下12枚目 2–5          | 東幕下29枚目 5–2        | 東幕下17枚目 2–5            | 西幕下31枚目 4–3        | 西幕下23枚目 4–3            |
| 2014年 （平成26年） | 東幕下18枚目 1–6        | 西幕下39枚目 5–2          | 東幕下27枚目 4–3        | 東幕下23枚目 3–4            | 東幕下31枚目 4–3        | 西幕下24枚目 3–4            |
| 2015年 （平成27年） | 東幕下33枚目 4–3        | 西幕下26枚目 3–4          | 東幕下36枚目 2–5        | 西幕下56枚目 5–2            | 西幕下36枚目 2–5        | 西幕下52枚目 3–4            |
| 2016年 （平成28年） | 東三段目筆頭 4–3        | 西幕下52枚目 3–4          | 西三段目4枚目 3–4       | 東三段目13枚目 4–3          | 西三段目3枚目 1–6       | 西三段目36枚目 5–2          |
| 2017年 （平成29年） | 西三段目8枚目 2–5       | 西三段目33枚目 4–3        | 東三段目20枚目 5–2      | 東幕下57枚目 2–5            | 東三段目25枚目 5–2      | 東幕下60枚目 3–4            |
| 2018年 （平成30年） | 西三段目16枚目 2–5      | 東三段目42枚目 3–4        | 東三段目57枚目 3–4      | 東三段目73枚目 4–3          | 東三段目55枚目 6–1      | 西三段目3枚目 0–7           |
| 2019年 （平成31年 /令和元年） | 西三段目54枚目 6–1      | 東三段目3枚目 2–5         | 西三段目23枚目 3–4      | 西三段目38枚目 4–3          | 東三段目25枚目 0–7      | 西三段目75枚目 3–4          |
| 2020年 （令和2年） | 西三段目92枚目 6–1      | 東三段目33枚目 2–5        | 感染症拡大 により中止   | 西三段目61枚目 2–5          | 西三段目75枚目 0–1–6    | 東序二段26枚目 6–1          |
| 2021年 （令和3年） | 東三段目62枚目 3–4      | 東三段目75枚目 引退 1–1–5 | x                       | x                           | x                       | x                           |
| 各欄の数字は、「勝ち-負け-休場」を示す。 優勝 引退 休場 十両 幕下 三賞：敢=敢闘賞、殊=殊勲賞、技=技能賞 その他：★=金星 番付階級：幕内 - 十両 - 幕下 - 三段目 - 序二段 - 序ノ口 幕内序列：横綱 - 大関 - 関脇 - 小結 - 前頭（「#数字」は各位内の序列） |                         |                           |                         |                             |                         |                             |

## 各段優勝
- 序ノ口優勝：1回（2001年7月場所）

## 改名歴
- 村田 武志（むらた たけし）2001年5月場所 - 2003年7月場所
- 華王錦 武志（かおうにしき-）2003年9月場所 - 2021年3月場所